# Tetroncium
Tetroncium là một chi thực vật có hoa trong họ Juncaginaceae.